# Nikolaos Platón
Nikolaos Platón (en griego: Νικόλαος Πλάτων,  Cefalonia 1909 - Atenas 1992) fue uno de los principales arqueólogos griegos del siglo XX. Desarrolló la mayor parte de su trabajo en Creta. 

## Trabajos arqueológicos
Tras la Segunda Guerra Mundial, Nikolaos Platón y Hutchinson emprendieron una campaña de limpieza y conservación en el palacio de Cnosos. Entre 1955 y 1960 Platón realizó trabajos de reparación en el mismo lugar.
Desde 1961 dirigió las excavaciones que permitieron el descubrimiento del palacio minoico de Zakro.
Respecto al Museo Arqueológico de Heraclión, del que fue director, se le considera en gran medida responsable de la supervivencia de los fondos del museo, que corrieron grave peligro durante la Segunda Guerra Mundial. Tras una labor de reorganización de los fondos dirigida por Platón, el museo volvió a ser accesible al público en 1952.
Otros lugares donde realizó trabajos arqueológicos fueron dos basílicas paleocristianas situadas cerca de Retimno (en Goulediana y Panormo), entre 1947 y 1955; Mochlos en 1950; la llamada Casa A de Tiliso, entre 1954 y 1956; Áptera en 1961 y Tebas entre 1963 y 1965.

## Periodización de la civilización minoica
Propuso una nueva periodización de la civilización minoica, que basó en la evolución que experimentaron los palacios cretenses. Su propuesta establecía unos subperiodos que denominó Prepalacial (2600-2100/2000 a. C.), Protopalacial o primeros palacios (2100/2000-1700/1650 a. C.), Neopalacial o segundos palacios (1700/1650-1450 a. C.) y Postpalacial o terceros palacios, (1450-1180 a. C.) La periodización que se suele emplear en la actualidad es parecida a la de Platón con la salvedad de que se distinguen cinco periodos en lugar de cuatro.

## Publicaciones
Entre sus publicaciones se puede destacar Crete (1966), Corpus der minoischen und mykenischen Siegel: Band ii, Iraklion, Archäologisches Museum (1969), Ζάκρος: Το νέον μινωικόν ανάκτορον (1974), Eνεπίγραφοι πινακίδες και πίθοι συστήματος Α εκ Ζάκρου (1975) y La civilisation égéenne (1981). 